# Peter Bredsdorff
 Ikke at forveksle med Peter Bredsdorff-Larsen.
Peter Bredsdorff (egentlig Christian Erhardt Bredsdorff, født 26. november 1913 i København, død 16. januar 1981 i Tårbæk) var en dansk arkitekt og byplanlægger.
Bredsdorff blev uddannet fra Kunstakademiet i 1935 og havde egen tegnestue fra 1940. Han var desuden leder af Københavns Kommunes egnsplankontor en årrække, og det var i denne egenskab, at han i 1947 stod bag Fingerplanen, der er optaget i Kulturkanonen. Han blev senere leder af kommunens byplankontor, og udarbejdede her København — skitse til en generalplan i 1954.
Sideløbende med sit arkitektoniske virke underviste han i byplanlægning ved Kunstakademiets Arkitektskole 1939-1973 og var fra 1955 professor samme sted.
Han modtog Akademiets stipendium 1939, Kaufmanns Legat 1944, Zacharias Jacobsens legat 1949, C.F. Hansen Medaillen i 1973, Carlsbergfondets videnskabelige understøttelser 1977-79. Han blev også æresmedlem af Kunstakademiet 1977 og fik Statens Kunstfonds livsvarige ydelse 1980.

## Værker
- Fingerplanen (1947)
- Generalplanskitsen for København (1954)
- byplan for Munkebo (1961)
- Dispositionsplan for Aabenraa Kommune (1962)
- By på Nordals, Danfoss (1962)
- regionplanskitse "Nordjylland år 2000" (1963)
- Gullestrup (1965)
- Østerbro (1970)

## Hædersbevisninger
- Akademiets stipendium i 1939
- Kaufmanns legat 1944
- Zacharias Jacobsens legat 1949
- C.F. Hansen Medaillen i 1973
- Carlsbergfondets videnskabelige understøttelser 1977–79
- Æresmedlem af Kunstakademiet 1977
- Statens Kunstfonds livsvarige ydelse 1980